# Busan
|  | Per a altres significats, vegeu «Busan (Mesopotàmia)». |

La Ciutat Metropolitana de Busan (부산광역시, 釜山廣域市), coneguda popularment com a Busan, és la major metròpoli costanera del sud-est de Corea del Sud. És a la vall del riu Nakdong i limita a l'est amb el Mar del Japó, a l'oest amb la província de Gyeongsangnam-do, i al nord amb la ciutat d'Ulsan. Al nord de Busan hi ha la Universitat Nacional de Busan, rodejada de cafès, bars, restaurants i residències per a estudiants. Un altre punt important de la ciutat és el mercat de Xalgalxi, restaurat recentment. Aquest mercat es troba a prop del port, i en ell es poden trobar peix fresc i altres productes de la mar. Com moltes altres grans ciutats coreanes, Busan disposa d'una potent xarxa de metro, que permet agilitzar els desplaçaments entre els diferents districtes. Alhora, la ciutat acull un aeroport internacional.

## Noms
El nom Busan és la romanització revisada del nom coreà de la ciutat des de finals del segle XV. Va substituir oficialment l'anterior romanització de McCune-Reischauer Pusan l'any 2000.  Durant l'ocupació japonesa es va escriure "Fuzan".
El nom釜山(ara escrit 부산 utilitzant l'alfabet coreà) és xinès-coreà per a Muntanya del Calder, que es creu que era un nom antic de la muntanya Hwangryeong (황령산,荒嶺山, Hwangryeong-san) a l'oest del centre de la ciutat. L'antic estat de la zona Mt Geochil (거칠산국 ,居柒山國, Geochilsan-guk, Terra de Muntanya Aspre) es creu que es refereix a la mateixa muntanya, que s'alça sobre el port de la ciutat al Suyeong. (El districte posterior de Silla de Geochilsan-gun va ser rebatejat com a Dongnae l'any 757).

## Història
La muntanya Geochil (Geochilsan-guk) està registrada com un cacicat de la Confederació Jinhan als segles II-IV. Va ser absorbida per Silla i organitzada com a districte (gun). Els objectes funeraris excavats dels enterraments de munts a Bokcheon-dong indiquen que un cacicat complex governat per individus poderosos estava present a la zona de Busan al segle IV, just quan s'estaven formant els Tres Regnes de Corea. Els enterraments de munts de Bokcheon-dong es van construir al llarg d'una cresta que domina una àmplia àrea que forma part dels actuals Dongnae-gu i Yeonje-gu. Els arqueòlegs van excavar més de 250 armes i lingots de ferro de l'enterrament núm. 38, una tomba de cambra de fusta a Bokcheon-dong.
Des de principis del segle xv, el govern coreà va designar Busan com a port comercial amb els japonesos i va permetre el seu assentament. Altres assentaments japonesos a Ulsan i Jinhae van disminuir més tard, però l'assentament de Busan va continuar fins que el Japó va envair Corea el 1592. Després de la guerra, es van establir relacions diplomàtiques amb el nou shogunat del Japó el 1607 i es va permetre la reconstrucció de Busan. L'assentament japonès, waegwan (倭館), encara que es va traslladar a Choryang (草梁) més tard, va continuar existint fins que Corea va ser exposada a la diplomàcia moderna el 1876. El 1876, Busan es va convertir en el primer port internacional de Corea segons els termes del Tractat de Ganghwa.
Durant la Guerra de Corea, Busan va ser una de les dues úniques ciutats de Corea del Sud que no van ser capturades per l'exèrcit nord-coreà durant els tres primers mesos de la guerra, l'altra va ser Daegu. Com a resultat, les ciutats es van convertir en camps de refugiats per als coreans durant la guerra. Segons el Korea Times, uns 500.000 refugiats es van localitzar a Busan a principis de 1951.
Com que Busan va ser una de les poques zones de Corea que va romandre sota el control de Corea del Sud durant la Guerra de Corea, durant algun temps va servir com a capital de facto de la República de Corea. Les tropes de l'ONU van establir un perímetre defensiu al voltant de la ciutat conegut com el Perímetre de Pusan a l'estiu i la tardor de 1950. Des de llavors, la ciutat ha estat una metròpoli autònoma i ha construït un fort caràcter urbà.
El 1963, Busan es va separar de Gyeongsangnam-do per fer-se una ciutat governada directament (직할시). El 1983, la capital provincial de Gyeongsangnam-do es va traslladar de Busan a Changwon.

## Divisions administratives
L'any 1957, Busan reformà la seva divisió administrativa amb la creació de 6 nous districtes o gu: Busanjin-gu, Dong-gu, Dongnae-gu, Jung-gu, Seo-gu, i Yeongdo-gu. Actualment, la ciutat compta amb 15 gu i 1 gun (comtat):
- Buk-gu (북구; 北區)
- Busanjin-gu (부산진구; 釜山鎭區)
- Dong-gu (동구; 東區)
- Dongnae-gu (동래구; 東萊區)
- Gangseo-gu (강서구; 江西區)
- Geumjeong-gu (금정구; 金井區)
- Haeundae-gu (해운대구; 海雲臺區)
- Jung-gu (중구; 中區)
- Nam-gu (남구; 南區)
- Saha-gu (사하구; 沙下區)
- Sasang-gu (사상구; 沙上區)
- Seo-gu (서구; 西區)
- Suyeong-gu (수영구; 水營區)
- Yeongdo-gu (영도구; 影島區)
- Yeonje-gu (연제구; 蓮堤區)
- Gijang-gun (기장군; 機張郡)

## Geografia

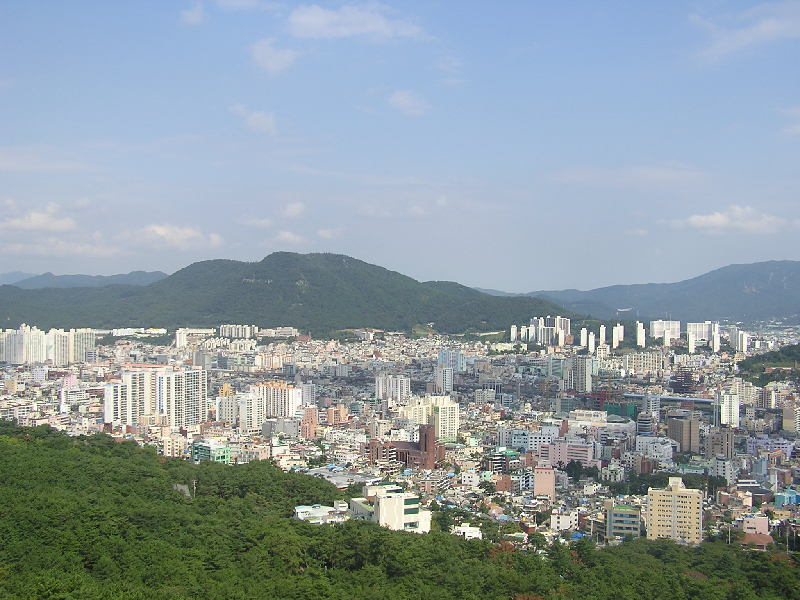
Vista general de la ciutat

Busan és la segona ciutat més poblada de la República de Corea. Com moltes altres ciutats del país, Busan presenta una gran densitat de població; de fet, l'àrea metropolitana acull al 8% de la població coreana, tot i que representa només un 0,8% de la superfície total del país.
Amb una població de 3,68 milions, Busan és també la segona ciutat més poblada del país amb 3.600.381 habitants, només superada per la capital, Seül. A partir de 1963, amb la seva designació com a Ciutat Metropolitana Autònoma i el suport d'un ràpid creixement econòmic, Busan va esdevenir un dels més grans ports internacionals d'intercanvi del món. Com a exemple d'aquesta importància creixent, l'any 2005 acollí una cimera de l'APEC.
Hi ha sis línies de metro a gener de 2017. Les estacions de trànsit són les següents: Estació de Seomyeon (Línia 1, 2) / Estació de Yeonsan (Línia 1, 3) / Estació de Suyeong (Línies 2, 3) / Estació de Deokcheon (Línies 2, 3) / Estació Minam (línies 3, 4) / Estació Dongnae (línies 1, 4) / Estació Sasang (línia 2, trànsit de ferrocarril Busan - Gimhae) / estació de Daejeo (línia 3, trànsit de ferrocarril Busan - Gimhae) / Busan Estació de la Universitat Nacional d'Educació (Línia 1, Línia Donghae) / Estació Bexco (Línia 2, Línia Donghae) / Estació Geoje (Línia 3, Línia Donghae).

### Clima
Situat a l'extrem més al sud-est de la península de Corea, Busan té una versió més fresca d'un clima subtropical humit (Köppen: Cfa, limitant amb Cwa). Les temperatures extremadament altes o baixes són rares. La temperatura més alta mai registrada és de 37,3 °C el 14 d'agost de 2016, mentre que la temperatura més baixa mai registrada és −14,0 °C el 13 de gener de 1915. De maig a juliol, finals de primavera i principis d'estiu, solen ser més fresques que les regions de l'interior a causa de l'efecte oceà. A finals d'estiu i principis de tardor, agost i setembre són generalment càlids i humits i la ciutat pot patir tifons en aquesta època i, en general, ser plujós. El 15 de setembre de 1959, el super tifó Sarah va passar per la costa de la ciutat i va causar danys catastròfics. Una tempesta inusualment severa el 12 de setembre de 2003, el tifó Maemi, també va causar danys a vaixells i edificis i va provocar més de 48 víctimes mortals. El tifó Hinnamnor del 6 de setembre de 2022 va causar destrucció a Busan com a categoria 2, produint onades altes, vents destructius i inundacions. Busan és la ciutat de Corea del Sud més propensa als tifons i altres desastres naturals.
Octubre i novembre són en general els més còmodes, amb cel clar i temperatures agradables. Els hiverns són frescos i comparativament secs amb vents forts, però molt més suaus que altres parts de Corea, excepte Jeju-do i diverses illes de la costa sud. Busan i la zona propera tenen menys neu en comparació amb altres regions de Corea a causa de la seva ubicació. La neu cau només uns 4 dies l'any de mitjana.

## Economia

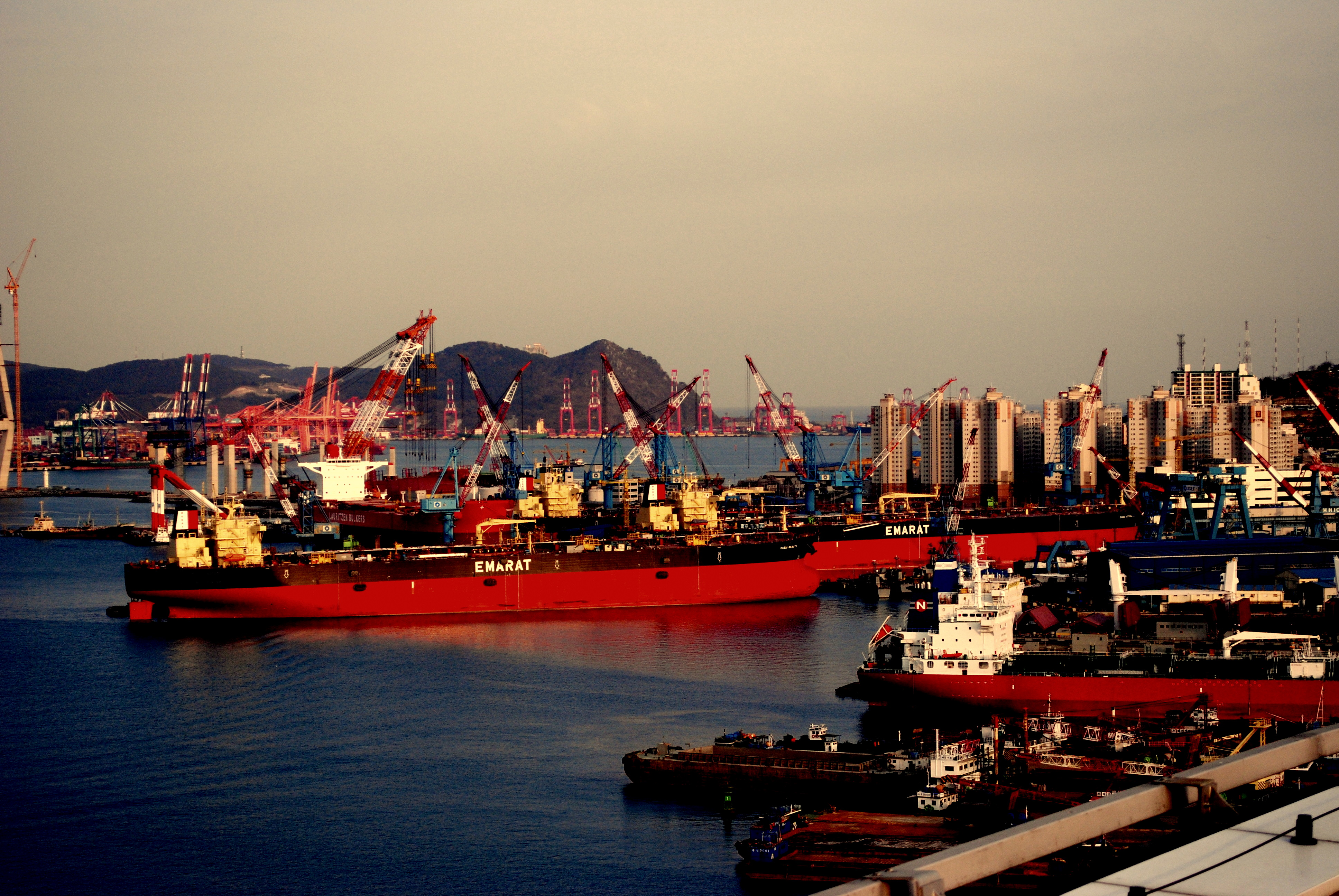
Hanjin Heavy Industries

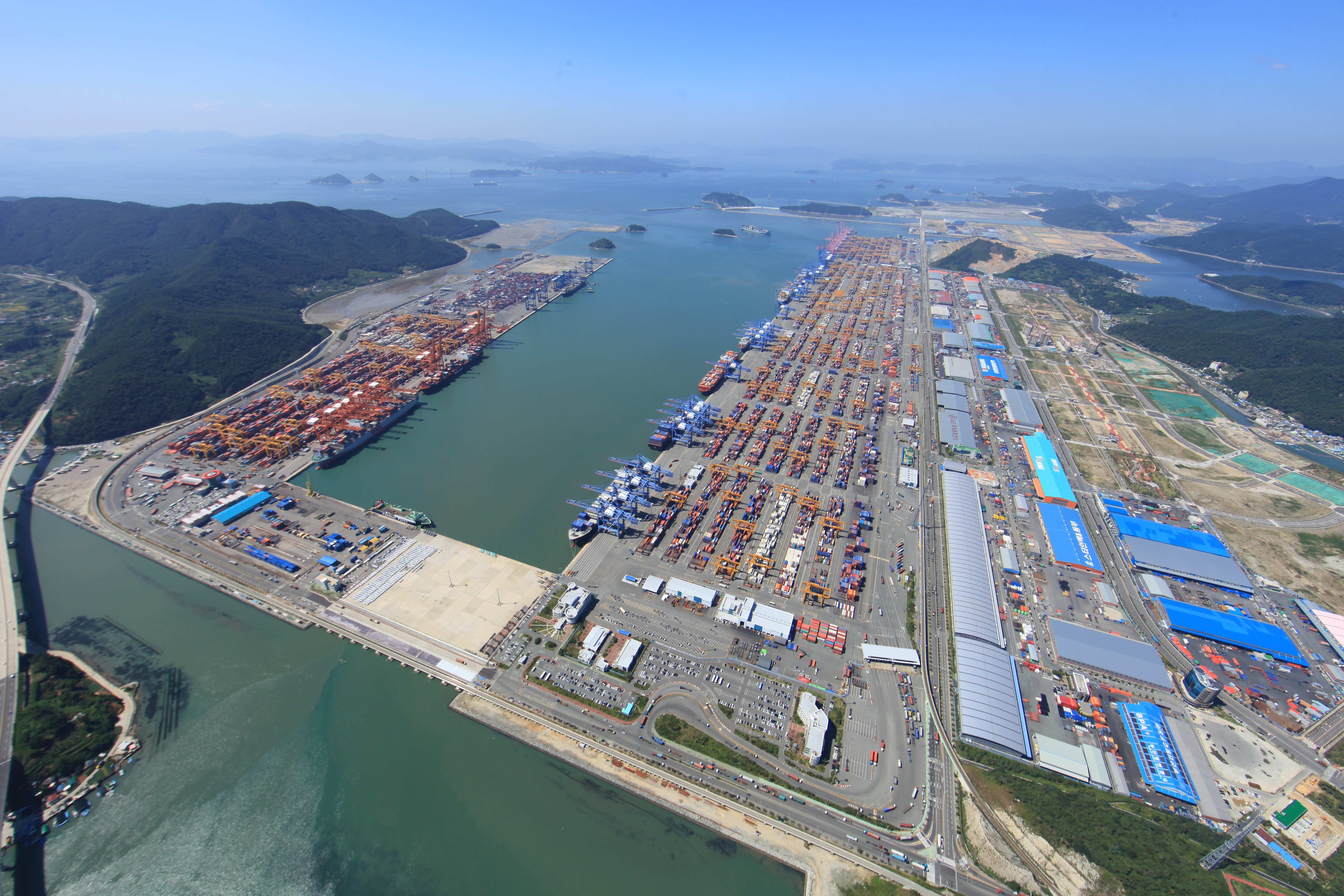
Port nou de Busan

Busan és la segona ciutat més gran de Corea, un centre de logística marítima al nord-est asiàtic amb els seus megaports de classe mundial i una porta d'entrada al continent euroasiàtic. El 2017, la ciutat marítima va registrar un PIB de 758.400 milions de dòlars amb un PIB per càpita de 22.000 dòlars. L'economia de la ciutat està formada per la indústria de serveis (70,3%), la indústria manufacturera (19,8%), la construcció (5,9%), l'agricultura i la pesca (0,8%) i altres sectors (3,2%).
Com el sisè port més gran del món, el port de Busan va processar 21,81 milions de TEU de volum de càrrega de contenidors el 2020. La terminal de contenidors del port té 43 amarradors - 20 al port nord i 23 al port nou de Busan (incloent-hi 2 amarradors polivalents). El port forma part de la Ruta de la Seda Marítima del segle XXI que va des de la costa xinesa fins a Singapur, cap a l'extrem sud de l'Índia fins a Mombasa, des d'allà a través del Mar Roig passant pel Canal de Suez fins al Mediterrani, allà fins a la regió de l'Alt Adriàtic el nucli nord d'Itàlia de Trieste amb les seves connexions amb Europa central i el mar del Nord.
A més, la ciutat és un centre de ciències marines i R+D, i acull diverses institucions rellevants, com ara l’Institut Marítim de Corea (KMI), l’Institut de Ciència i Tecnologia Oceàniques de Corea (KIOST), el National Fishery Products Quality Management. Service, l'Agència Hidrogràfica i Oceanogràfica de Corea (KHOA) i el Museu Marítim Nacional de Corea, situat al complex d'innovació de Dongsam al districte de Yeongdo-gu. A més, el Congrés Mundial de la Federació Internacional d'Associacions de Transitarios (FIATA) està previst que se celebri a Busan el 2020. (Port nou de Busan)
Busan també és un centre de finances. Korea Exchange (KRX), l'únic operador de borsa de valors de Corea, té la seu a Busan. La ciutat acull diverses institucions financeres, com ara la Korea Technology Finance Corporation, Korea Asset Management Corporation, Korea Housing-Finance Corporation, Korea Housing & Urban Guarantee Corporation, Korea Securities Depository, Korea Maritime Guarantee Insurance, Maritime Finance Center, The Korea Shipping and Maritime Transportation Co., Ltd, Korea Asset Management Corporation i BNK Financial Group.

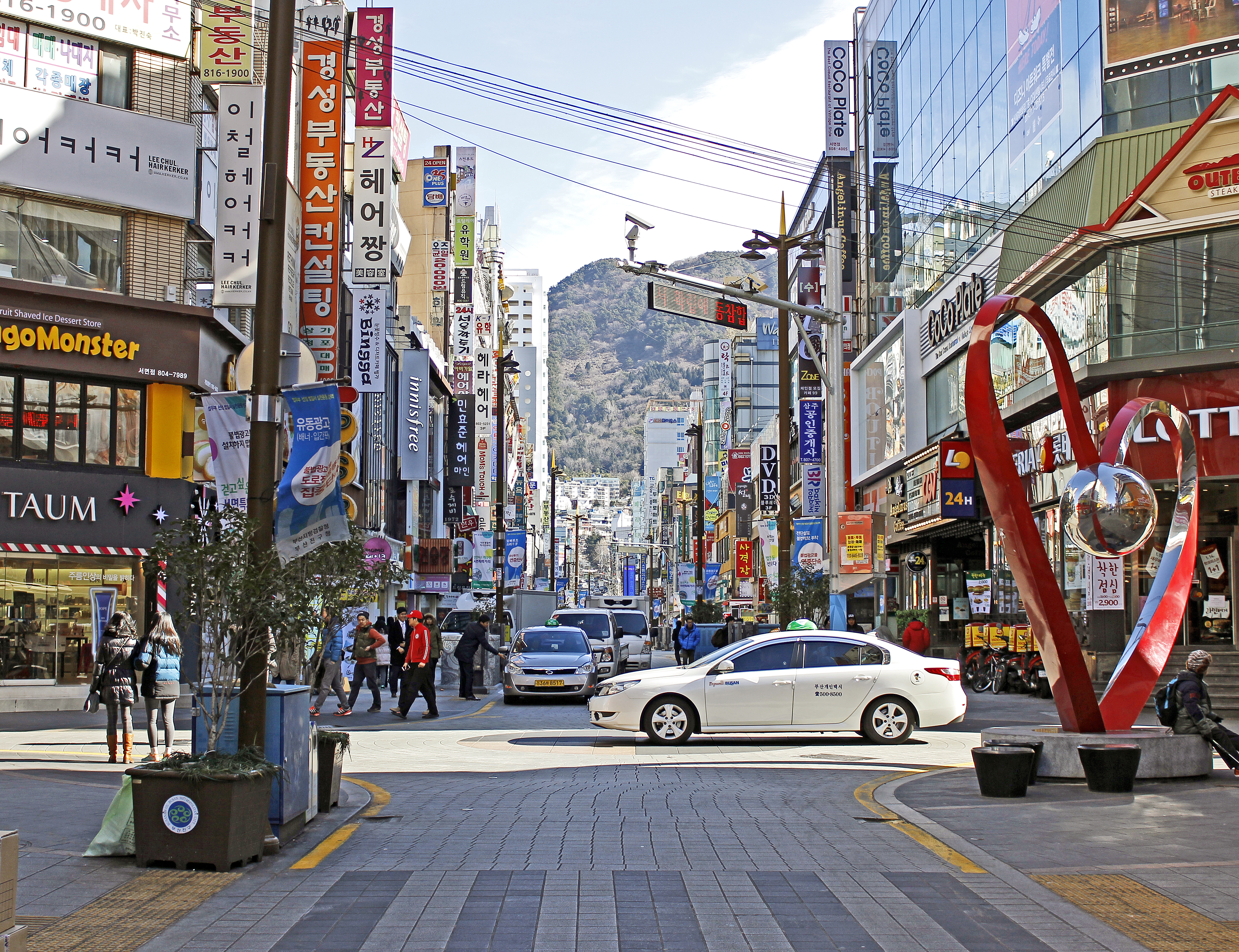
Seomyeon

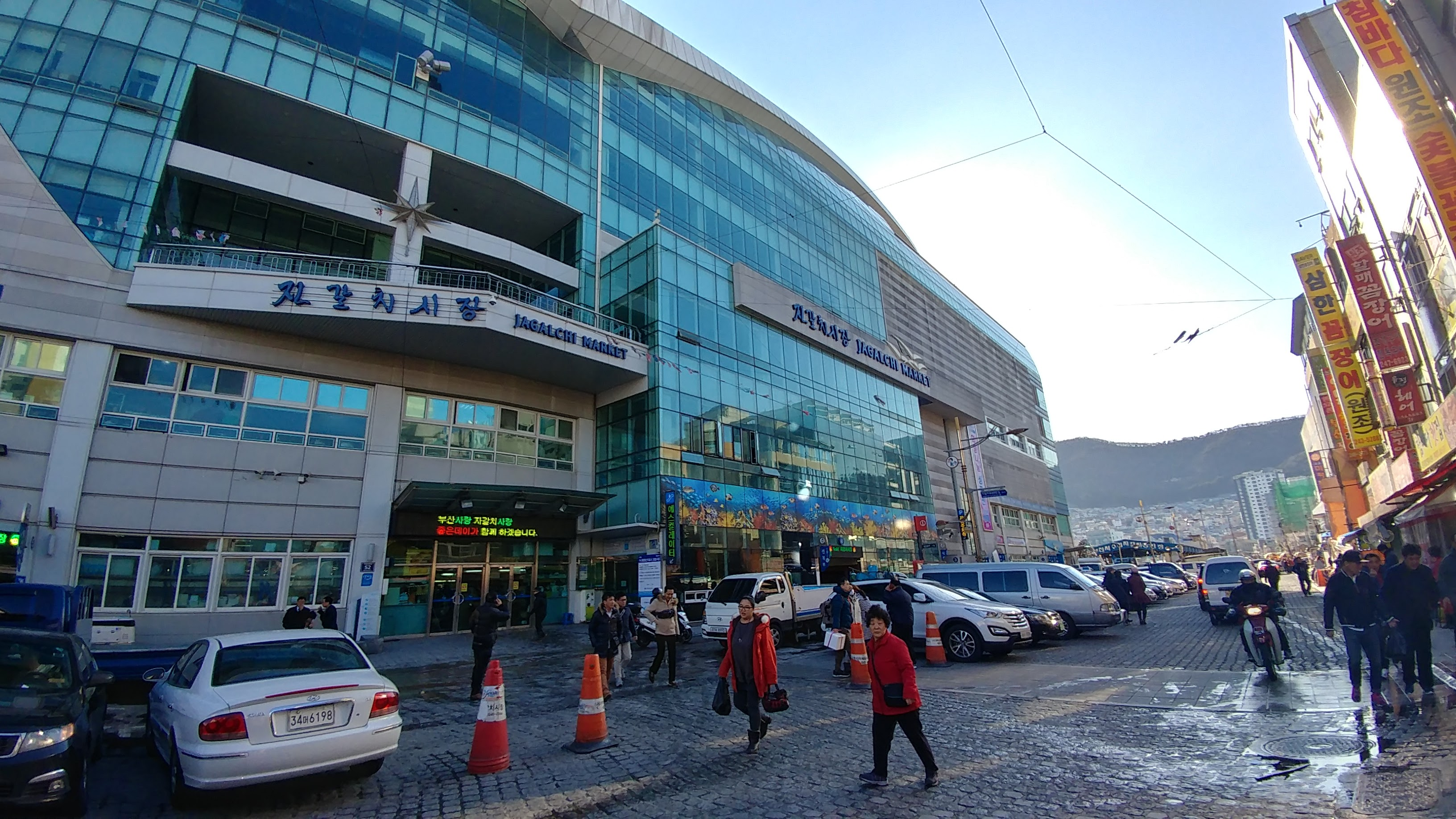
Mercat de Jagalchi

Les zones comercials es troben disperses per tota la ciutat a prop d'interseccions molt transitades i adjacents als campus universitaris, però els dos districtes centrals de negocis més grans de Busan són Seomyeon i Gwangbok-dong/Nampo-dong. També hi ha quatre zones comercials importants: Seomyeon, Gwangbok-dong, Busan Daehak-ga a Jangjeon-dong i Centum City a Haeundae-gu.
L'estació de Seomyeon és una de les estacions de metro més transitades de Corea; és l'estació de transferència entre la línia 1 del metro de Busan i la línia 2. L'estació de metro de Seomyeon també acull un gran nombre de botigues subterrànies que venen una varietat de productes, principalment roba i calçat. Són petites botigues que venen productes de producció local. Les oficines centrals locals dels bancs coreans i internacionals es troben a Seomyeon. És reconegut com el districte de compres i entreteniment ascendent. També és la seu de Seomyeon Medical Street, el districte que abasta el rang d'1 km de radi al voltant dels grans magatzems Lotte a Seomyeon i l'estació de metro de Buam. El carrer acull un total de 160 clíniques d'estètica i altres clíniques mèdiques, incloses les especialitzades en cirurgia estètica, dermatologia, oftalmologia i odontologia. Just al costat de Seomyeon hi ha el mercat de Bujeon, el mercat tradicional més gran de la ciutat.
Centum City, un complex industrial, conté grans magatzems de luxe. Busan té molts grans magatzems importants, inclosos Lotte Department Store (situats a Seomyeon, Centum City, Gwangbok-dong i Dongnae), Lotte Premium Outlet (a Gimhae i Gijang), Shinsegae Premium Outlet (a Gijang), així com grans cadenes de supermercats. a tota la ciutat, com ara Homeplus, e-mart i Costco.
Els hotels principals de Busan són The Westin Chosun Busan, Paradise Busan i Park Hyatt Busan. El 2017, Ananti Hilton Busan es va obrir al districte de Gijang-eup.

## Cultura i turisme
Any rere any, a Busan grans esdeveniments del món artístic, com ara bé el Festival Internacional de Cinema o el Festival Internacional d'Art Contemporani. Busan disposa de 957 establiments d'educació, dels quals 23 són dedicats a l'educació superior. Entre ells destaquen la Universitat Nacional i la Universitat Catòlica.